# الجلبة (المخادر)

تعديل مصدري - تعديل

الجلبة محلة تابعة لقرية الدواني، التابعة لعزلة بني سرحة بمديرية المخادر إحدى مديريات محافظة إب في الجمهورية اليمنية، بلغ تعداد سكانها 83 حسب تعداد اليمن لعام 2004.